# Eupithecia kopetdaghica
Eupitecia kopetdaghica es una especie de polilla de la familia Geometridae. La especie se puede encontrar distribuido en Turkmenistán. El holotipo de la especie fue descrita en los montes Kopet Dag, a lo largo de la frontera entre Irán y Turkmenistán. Sus características morfológicas la ubican en el complejo de especies de la Eupithecia fletcherata junto a otras especies de Europa y Asia Central. Tiene gran parecido con otra especie de la región, Eupithecia scortillata.